# UEFA U-17 여자 축구 선수권 대회
UEFA U-17 여자 축구 선수권 대회(UEFA Women's Under-17 Championship)는 유럽 축구 연맹(UEFA)이 주관하는 17세 이하 여자 축구 국가대표팀 간의 국가대항전이다. 짝수 해에 열리는 대회는 FIFA U-17 여자 월드컵의 유럽 지역 예선을 겸한다.

## 역대 대회
| 연도          | 개최국                | 결승전                                 | 결승전                                 | 결승전                                 | 3·4위전                                | 3·4위전                                | 3·4위전                                |
| 연도          | 개최국                | 우승                                   | 득점                                   | 준우승                                 | 3위                                    | 득점                                   | 4위                                    |
| ------------- | --------------------- | -------------------------------------- | -------------------------------------- | -------------------------------------- | -------------------------------------- | -------------------------------------- | -------------------------------------- |
| 2008년 자세히 | 스위스                | 독일                                   | 3 – 0                                  | 프랑스                                 | 덴마크                                 | 4 – 1                                  | 잉글랜드                               |
| 2009년 자세히 | 스위스                | 독일                                   | 7 – 0                                  | 스페인                                 | 프랑스                                 | 3 – 1                                  | 노르웨이                               |
| 2010년 자세히 | 스위스                | 스페인                                 | 0 – 0 (승부차기 4 – 1)                 | 아일랜드                               | 독일                                   | 3 – 0                                  | 네덜란드                               |
| 2011년 자세히 | 스위스                | 스페인                                 | 1 – 0                                  | 프랑스                                 | 독일                                   | 8 – 2                                  | 아이슬란드                             |
| 2012년 자세히 | 스위스                | 독일                                   | 1 – 1 (승부차기 4 – 3)                 | 프랑스                                 | 덴마크                                 | 0 – 0 (승부차기 5 – 4)                 | 스위스                                 |
| 2013년 자세히 | 스위스                | 폴란드                                 | 1 – 0                                  | 스웨덴                                 | 스페인                                 | 4 – 0                                  | 벨기에                                 |
| 2014년 자세히 | 잉글랜드              | 독일                                   | 1 – 1 (승부차기 3 – 1)                 | 스페인                                 | 이탈리아                               | 0 – 0 (승부차기 4 – 3)                 | 잉글랜드                               |
| 2015년 자세히 | 아이슬란드            | 스페인                                 | 5 – 2                                  | 스위스                                 | 프랑스, 독일                           | 프랑스, 독일                           | 프랑스, 독일                           |
| 2016년 자세히 | 벨라루스              | 독일                                   | 0 – 0 (승부차기 3 – 2)                 | 스페인                                 | 잉글랜드                               | 2 – 1                                  | 노르웨이                               |
| 2017년 자세히 | 체코                  | 독일                                   | 0 – 0 (승부차기 3 – 1)                 | 스페인                                 | 네덜란드, 노르웨이                     | 네덜란드, 노르웨이                     | 네덜란드, 노르웨이                     |
| 2018년 자세히 | 리투아니아            | 스페인                                 | 2 – 0                                  | 독일                                   | 핀란드                                 | 2 – 1                                  | 잉글랜드                               |
| 2019년 자세히 | 불가리아              | 독일                                   | 1 – 1 (승부차기 3 – 2)                 | 네덜란드                               | 스페인, 포르투갈                       | 스페인, 포르투갈                       | 스페인, 포르투갈                       |
| 2020년 자세히 | 스웨덴                | 코로나19 범유행의 여파로 인하여 취소됨 | 코로나19 범유행의 여파로 인하여 취소됨 | 코로나19 범유행의 여파로 인하여 취소됨 | 코로나19 범유행의 여파로 인하여 취소됨 | 코로나19 범유행의 여파로 인하여 취소됨 | 코로나19 범유행의 여파로 인하여 취소됨 |
| 2021년 자세히 | 페로 제도             | 코로나19 범유행의 여파로 인하여 취소됨 | 코로나19 범유행의 여파로 인하여 취소됨 | 코로나19 범유행의 여파로 인하여 취소됨 | 코로나19 범유행의 여파로 인하여 취소됨 | 코로나19 범유행의 여파로 인하여 취소됨 | 코로나19 범유행의 여파로 인하여 취소됨 |
| 2022년 자세히 | 보스니아 헤르체고비나 | 독일                                   | 2 – 2 (승부차기 3 – 2)                 | 스페인                                 | 프랑스                                 | 2 – 0                                  | 네덜란드                               |
| 2023년 자세히 | 에스토니아            | 프랑스                                 | 3 – 2                                  | 스페인                                 | 잉글랜드, 스위스                       | 잉글랜드, 스위스                       | 잉글랜드, 스위스                       |
| 2024년 자세히 | 스웨덴                | 스페인                                 | 4 – 0                                  | 잉글랜드                               | 폴란드                                 | 2 – 2 (승부차기 4 – 2)                 | 프랑스                                 |

## 같이 보기
- UEFA U-17 축구 선수권 대회